# Кенозис
Ке́нозис (греч. κένωσις — опустошение, истощение; κενός — пустота) — христианский богословский термин, означающий Божественное самоуничижение Христа через вочеловечение вплоть до вольного принятия Им крестного страдания и смерти. Термин взят из Фил. 2:7: «Уничижил [εκένωσεν] Себя Самого, приняв образ раба…»

## Кенозис в христологии
Кенозис представляет собой концепцию, полагающую «уничижение» собственной воли и всецелое послушание совершенной воле Бога. Именно так объясняется воплощение Христа и именно так осуществляется подражание Ему верующими. В своей работе «Тёмная ночь души» теолог-мистик Иоанн Креста показал процесс уподобления христианина «иконе» Христа (ср. Быт. 1:26 «Сотворим человека по образу [ LXX κατ εικόνα) ] Нашему»).
Данная доктрина стремится объяснить то, что Бог, находящийся над временем и пространством, воплотился во времени и пространстве: Сын Божий отрёкся Своих Божественных свойств (Божественности) для того, чтобы принять человеческую природу. В частности, Он не мог бы стать воистину человеком, имея такие Божественные качества, как всеведение, вездесущность, всемогущество, а также вечность, бесконечность и неизменность. Это было сделано лишь временно, до Вознесения.
В Фил. 2:5-8 показано, что Иисус добровольно принял образ раба, сокрыв Свою Божественную славу (которая, тем не менее, явилась незадолго до Голгофских страданий во время Преображения).
Кенотическая христология основывается на нескольких местах из Писания, где:
- Иисус говорит, что Он не благ, ибо благ только Бог-Отец (Мк. 10:18, Лк. 18:19, Мф. 19:17);
- сказано, что Иисус не знал времени Своего Второго Пришествия, то есть не был всеведущим (Мк. 13:32, Мф. 24:36);
- Христос пришёл не для того, чтобы Ему служили, но чтобы послужить многим (Мк. 10:45).

## Идея кенозиса в православии
В православии идея кенозиса относится скорее не к христологии, а к пневматологии. Кроме того, в данном контексте особое значение приобретает ещё одно понятие — тео́зис, или обожение, освящение благодатью человека, который таким образом также участвует в спасении. Следует различать, однако, теозис и становление Самим Богом (что, по сути, являлось бы пантеизмом). Теозис — это уподобление Богу, единение с Ним посредством благодати. В свою очередь, кенозис есть отречение себя, взамен наполняющее человека Божественной благодатью и соединяющее с Богом.
Итак, Христово самоуничижение — самое прекрасное проявление любви (1Ин. 4:10). Когда Христос пришёл в грешный мир, Он не имел богатств и славы (2Кор. 8:9), подвергся насмешкам, искушениям и мучениям (Евр. 4:15, Евр. 5:7-8), переносил страдания по человеческому естеству (Лк. 4:2), во всем уподобившись человеку кроме греха (Евр. 4:16), испытал богооставленность (Мф. 27:46), был осуждён как преступник, претерпел смерть и погребение (Мф. 27:60), взяв на Себя наши грехи (1Пет. 2:24) и восстановив человеческую природу для обновленной жизни с Богом (Рим. 6:3). Так и христиане, желая жить по Евангелию, отрекаются себя и несут крест свой с радостью (Лк. 9:23), не увлекаясь благами мира сего, привилегиями, богатством, удовольствиями. 
Всё это наглядно выразилось в достаточно жёстких и мужественных требованиях, предъявляемых в православии к покаянию и благочестивому образу жизни (пустынножительство и др.). Кенотический характер русского православия ознаменовался появлением первых русских святых — Бориса и Глеба — как страстотерпцев и мучеников за веру, то есть именно как кенотических подражателей Христу. Но уже на их первоначальном примере некоторые мыслители русского зарубежья, а также России (например, В. В. Розанов), заговорили о специфике русской культуры и истории, об их «вечно бабском», пассивном и даже рабском начале, что однако связано с вульгарным пониманием христианской жизни в среде простого народа, а не с православным учением как таковым.
В сфере морали и благочестивого образа жизни учёные монахи непосредственно продолжили святоотеческую и древнерусскую традицию, развив её через апостольский завет «распятия миром» (Гал. 6:14) и утвердив свободный от любого внешнего, мирского давления стиль поведения, который предполагал постоянную смиренно-бесстрашную готовность пострадать за православную веру, то есть как раз мужественную способность на жертвенность, какую имели христиане первых веков, что наиболее ярко проявилось в период Отечественной войны 1812 г.
Таким образом, как отмечают исследователи, Восточная православная церковь сделала эту доктрину (кенозис) центральной в своей духовности.

## Идея кенозиса в унитаризме
Социниане, христадельфиане и другие унитариане считают, что фраза «но уничижил Себя Самого, приняв образ раба», относится к жизни Иисуса Христа, а не к его рождению. Таким образом, кенозис (унижение) является примером для христиан.